# Jagdschloss Zwiefalten

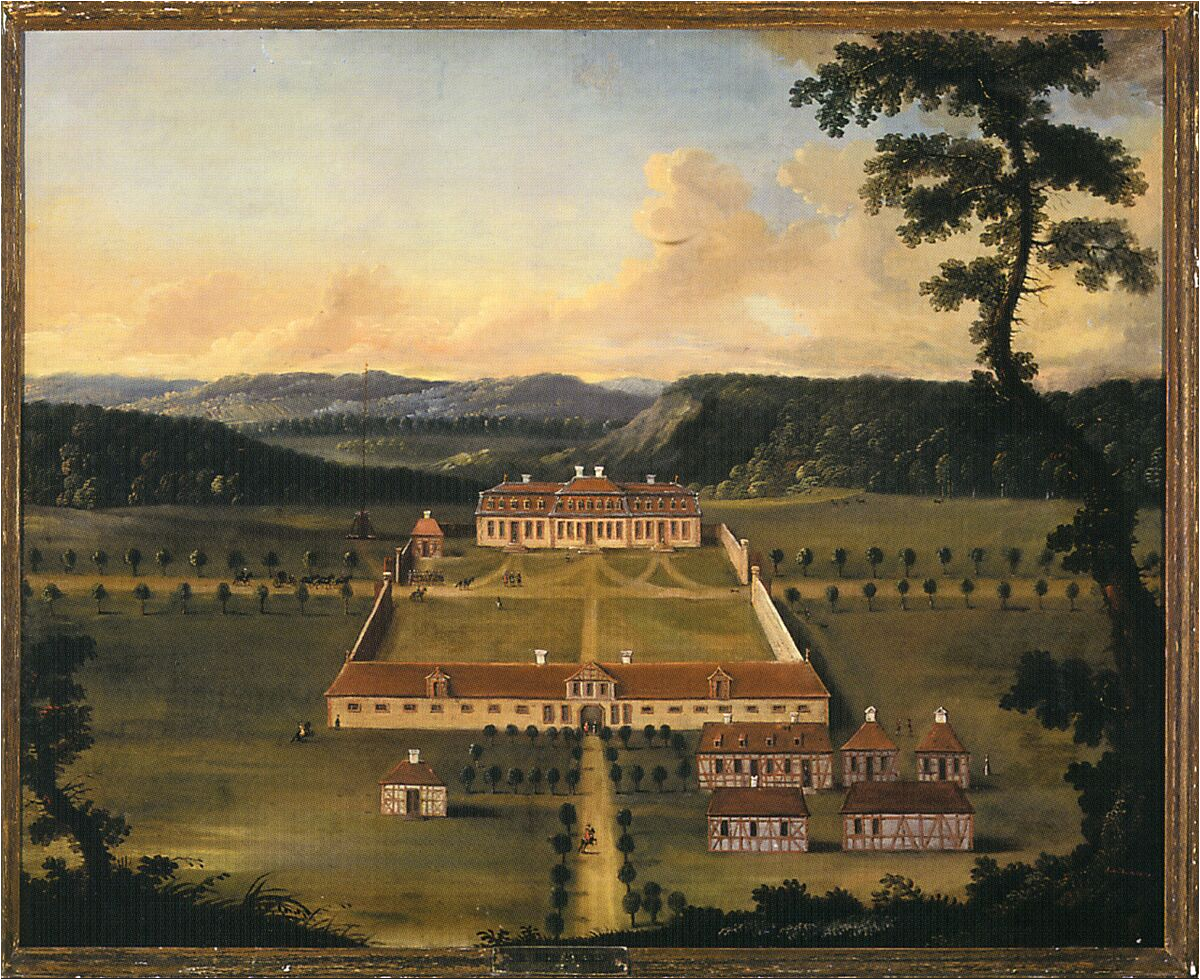
Ansicht des Jagdschlosses von vor 1759, Ölgemälde auf Leinwand von Johann Georg Stockmar im Jagdschloss Kranichstein

Das Jagdschloss Zwiefalten ist ein ehemaliges Jagdschloss etwa einen Kilometer südöstlich des Dorfes Eichelsachsen (Hof Zwiefalten), einem heutigen Ortsteil der Stadt Schotten im Vogelsbergkreis in Hessen.

## Geschichte

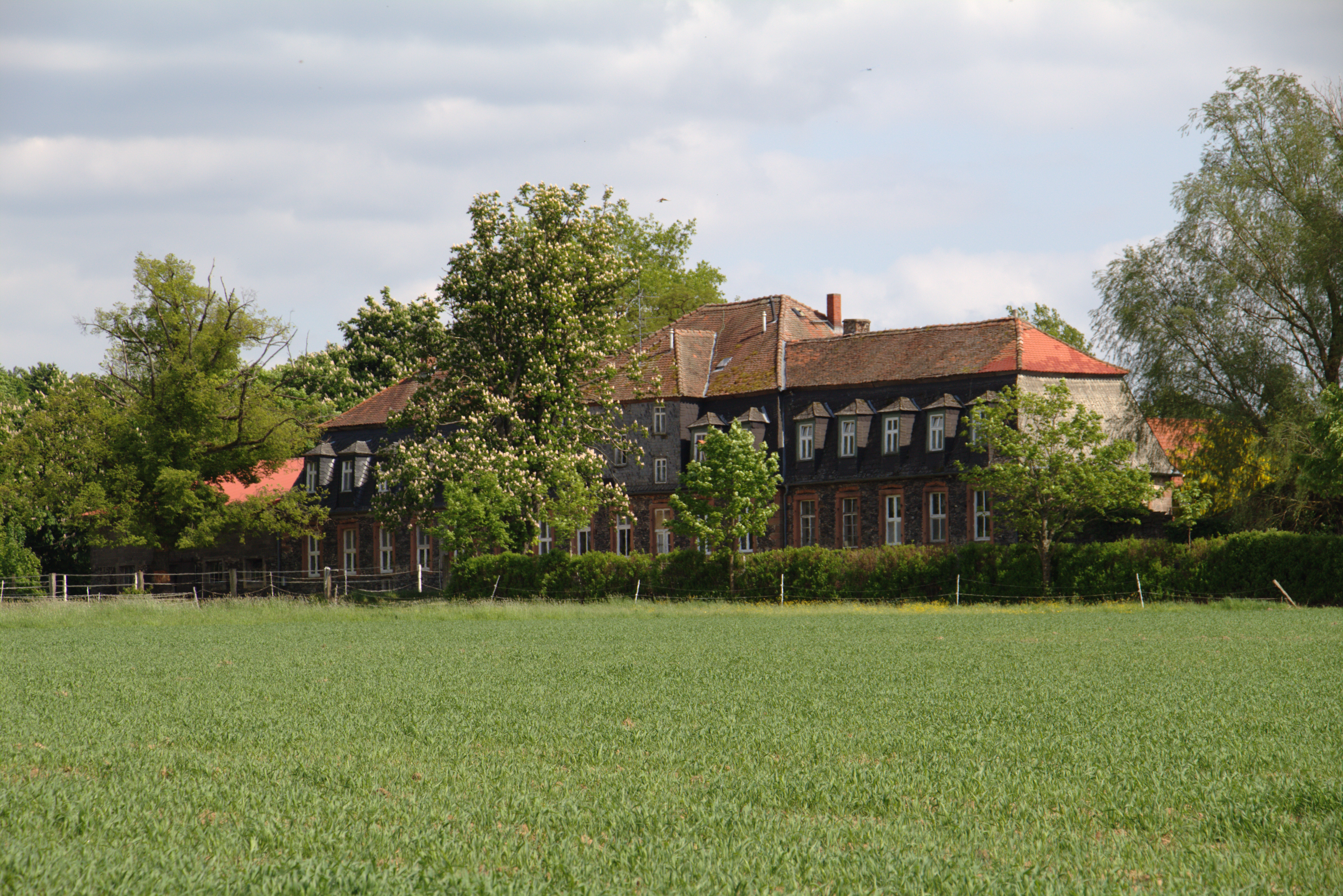
Das ehemalige Herrenhaus heute

1722–1723 wurde durch Landgraf Ernst Ludwig von Hessen-Darmstadt in seinem Lieblingsrevier das Jagdschloss, ein schlichtes breitgelagertes eingeschossiges Herrenhaus mit Mittelpavillon und hohem Mansardwalmdach, erbaut. Es war über eine kleine Abzweigung von der unmittelbar vorüberführenden alten Handels- und Heerstraße Frankfurt-Fulda erreichbar. Die Landgrafen veranstalteten im Gelände um das Jagdschloss aufwendige Parforcejagden. Zu den glänzenden Hofhaltungen mussten die Eichelsachsener in erheblichen Maßen beitragen. Später hatte auch der reitende Förster im Jagdschloss seinen Wohnsitz.
Nachdem zum Ende des 18. Jahrhunderts die Landgrafen das Schloss nicht mehr nutzten, wurde der Schlossbau im Zuge einer Verwaltungsreform Sitz des Amtes Lißberg. Ab 1787 war das Schloss Sitz eines Amtmanns, Gerichtsschultheißen und Gerichtsschreibers  der Gerichte Crainfeld und Burkhards.
Heute ist das Hofgut Sitz des „Gestüts Jagdschloß Zwiefalten“ und des „Reitclubs Jagdschloss Zwiefalten“.

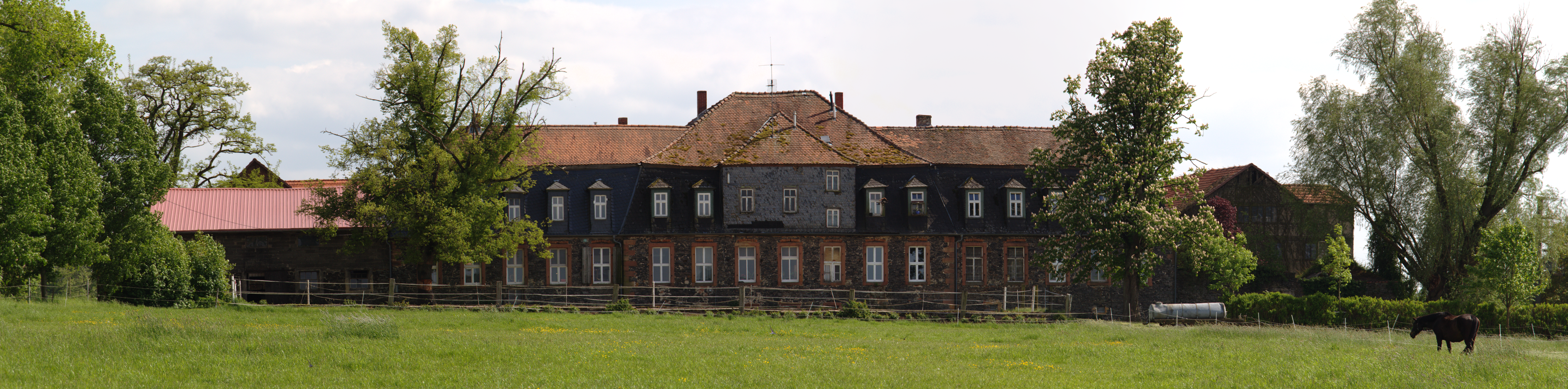
Panorama der Front des Herrenhauses